# Spilosoma infuscata
Spilosoma infuscata là một loài bướm đêm thuộc phân họ Arctiinae, họ Erebidae.